# Дијалектологија
Дијалектологија (грч. dialektos, logia) је филолошки појам који означава научну дисциплину посвећену проучавању варијантних облика у оквиру језика, као што су: наречје, дијалект, субдијалект и идиолект.

## Основни појмови
- дијалект (грч. dialegesthai - разговарати се; dialektos) - сваки начин говора који одступа од општег књижевног говора, и који је, као такав, у извесним областима изражен у утврђеним облицима.
- дијалектолог (грч. dialektos и грч. logos) - онај који испитује и проучава дијалекте, познавалац дијалеката.
- дијалектичар (грч. dialektikos) - вештак у говору и расправљању; вештак у мишљењу; учени кавгаџија.
- дијалектизам (грч. dialektos) - реч, облик или израз ограничен на уже језичко подручје, најчешће на дијалекат који не улази у основицу књижевног језика.